# ブルウィンクル
ブルウィンクル・J・ムース（英: Bullwinkle J. Moose）は、1959年から1964年にかけてABCネットワークで放送されたテレビアニメ『ロッキーとブルウィンクルの大冒険』に登場した架空のキャラクターで、ジェイ・ワードとビル・スコットが制作した「Rocky and Bullwinkle」と総称されている。1961年にネットワークが変わると、シリーズはNBCに移り、『The Bullwinkle Show』と改題され、1964年まで放送された。その後、ABCに戻り、さらに9年間リピート放送された。それ以来、シンジケーションで放送されている。
1996年、ブルウィンクルはテレビガイド誌の「50 Greatest TV Stars of All Time」の32位にランクインした。

## 製作
ジェイ・ワードとビジネスパートナーのアレックス・アンダーソンは、『The Frostbite Falls Review』のためにブルウィンクルを制作したが、ストーリーボードのアイデアであり、シリーズに発展することはなかった。車屋のクラレンス・ブルウィンケルにちなんで「ブルウィンクル・J・ムース」という名前をつけたのは、面白い名前だと思ったからだ。ブルウィンクルもロッキーも、ウォードにちなんでミドルイニシャル「J」が与えられた。
ロッキーとともにデビューしたブルウィンクルの手袋は青だった。その後、第2話以降のシリーズでは、白になった。また、現代のプロモーションアートでは、ブルウィンクルの角は黄色がかったオレンジ色で、元々は茶色だった体の他の部分とは対照的となっている。

## 歴史
ブルウィンクルは、実在するアメリカの町、ミネソタ州インターナショナルフォールズをもじった架空の小さな町、ミネソタ州フロストバイト・フォールズで、親友のロッキーと家を共有していた。ブルウィンクルは、フットボールの奨学金を得て「Wossamotta U」のカレッジに通っていた。彼は長年にわたり進歩党を支持しており、一時はムーシルバニア島の一部所有者、一部統治者であった。また彼は、かなりのお金持ちであることが何度も描かれている。シーズン1と2では、デューラップおじさんがブルウィンクルに莫大な財産を遺したと言及している（シリアルボックスのコレクションとウプシダイジウム鉱山）。また、新聞配達で貯めた多額の小口現金をマットレスに隠している（『The Last Angry Moose』で明かされた）。『ロッキー&ブルウィンクル』では、ボリス・バデノフの邪悪な計画により、ブルウィンクルがウォッサモッタ大学から名誉修士号を授与される。

## 人物
ブルウィンクルは、善意でありながらもかなりの愚か者であることが知られており、それが番組中のジョークや仕掛けの源となっていた。しかし、いわゆる「バカなヘラジカ」は、「ヘラジカとリス」のコンビであるロッキーの頭脳を助けて、さまざまな冒険をすることが多かった。知能指数は正反対だが、彼と「勇敢なリス」は、楽観主義、粘り強さ、そして伝統的な倫理観や道徳観を共有していた。ブルウィンクルはロッキーのように頭脳明晰ではないが、第四の壁を破るような発言をよくしていたため、見た目ほど無知ではない。そのため、『Goof Gas Attack』では精神を麻痺させるような化学物質に免疫があり、『Missouri Mish Mash』ではカーウッド・ダービーの帽子を正しく扱える唯一の人物となっていた。彼の声は鼻声で、舌足らずなところがある。
ブルウィンクルが司会を務めた番組には、爆弾の解除やしゃっくりの治療など、自分の専門知識を披露する「Mr.Know-It-All」、ヘラジカが詩を読む「Bullwinkle's Corner」、ウィリアム・ワーズワースの「I Wandered Lonely as a Cloud」などがある。あるギャグでは、ブルウィンクルが帽子からウサギを出そうとする。ロッキーが「またかよ」とか「でもその手は通用しないよ」と突っぱねると、ブルウィンクルが「俺の袖には何もない…プレスト」とか「今回は絶対にプレストだ」という定番の返しをし、ライオン、トラ、クマ、サイ、時にはロッキー自身など、予想外のものを引っ張り出してくる。失敗するたびに、ロッキーは「さて、ここからが本番だ」と言ってCMに移行した。

## キャスト
ウォードのパートナーであり、シリーズのヘッドライターでもあるビル・スコットは、ブルウィンクルのオリジナルの声を担当した。2000年に公開されたユニバーサル・スタジオ映画『ロッキー&ブルウィンクル』では、ビルが1985年に心臓発作で亡くなったため、ブルウィンクルの声はウォードのファンであるキース・スコット（ビルとは無関係）が担当した。当時、彼は『ワズルス』でもうひとつのムースのキャラクターであるムーゼルの声を担当し、第1シーズンを終えていた。ブルウィンクルの声はトム・ケニーが担当し、『Mr. Peabody & Sherman』と一緒に初公開される予定だった短編映画『Rocky & Bullwinkle』が制作されたが、この短編はキャンセルされ、当時ドリームワークス・アニメーションから公開予定の映画『ホーム 宇宙人ブーヴのゆかいな大冒険』をベースにしたエイリアンをテーマにした短編映画『Almost Home』に変更された。ただし、『Mr. Peabody & Sherman』のブルーレイ3Dディスクでは、この短編が2Dと3Dの両方で収録されている。ケニーは以前、カートゥーン ネットワークの番組『キャンプ・ラズロ』で、同じくヘラジカのキャラクターであるScoutmaster Lumpusの声を担当していた。2018年のAmazonプライム・ビデオシリーズ『The Adventures of Rocky and Bullwinkle』では、ブルウィンクルの声をブラッド・ノーマンが担当している。